# 15. новембар
15. новембар (15.11.) је 319. дан године по грегоријанском календару (320. у преступној години). До краја године има још 46 дана.

## Догађаји
- 1492 — Кристифор Колумбо забележио прву напомену о дувану у свом дневнику. Дуван је иначе тек у XVI веку пренесен из Америке у Европу, а потом и на остале континенте.
- 1577 — Енглески гусар и адмирал Френсис Дрејк кренуо на пут око света. После трогодишњег успешног путовања постао први Енглез који је опловио Земљу. Током путовања обишао обале Африке и Северне Америке, нападајући и пљачкајући шпанске бродове.
- 1889 — Поборници републике којима су се по укидању ропства придружили велепоседници, свргнули другог и последњег бразилског цара Педра II и прогласили Бразил за републику, с председником Мануелом Деодором.
- 1899 — Током Бурског рата, на подручју Јоханезбурга бурски војник Питер Бота заробио ратног дописника лондонског Морнинг поста Винстона Черчила. Бота је касније постао врховни командант бурских снага и премијер после рата основане Јужноафричке Уније, а Черчил премијер Велике Британије.
- 1920 — У Женеви одржана прва скупштина Лиге народа.
- 1923 — Галопирајућа инфлација у Немачкој достигла врхунац, један амерички долар мењао се за осам милијарди марака.
- 1945 — Габријела Мистрал постала прва Латиноамериканка која је добила Нобелову награду за књижевност.
- 1971 — Делегација Кине први пут учествовала на заседању Генералне скупштине УН.
- 1976 — Сиријска армија преузела пуну контролу над Бејрутом у покушају да оконча грађански рат у Либану дуг 18 месеци.
- 1978 — У Шри Ланки се срушио исландски путнички авион ДЦ8 који је из Меке превозио индонежанске муслиманске ходочаснике. Погинуло свих 175 путника и осам чланова посаде.
- 1983 — Лидер кипарских Турака Рауф Денкташ прогласио Републику Северни Кипар.
- 1988 — Национално веће Палестинске ослободилачке организације на заседању у Алжиру прогласило независност Палестине на Западној обали и у Гази, с главним градом Јерусалимом.
- 1990 — НАТО и Варшавски пакт начелно се договорили о драстичном смањењу конвенционалног наоружања. Први договор о конвенционалном наоружању два војна савеза после II светског рата.
- 1994 — Председник Аустрије Томас Клестил признао, у обраћању члановима парламента Израела, да је његова земља пропустила да у прошлости призна своју улогу у холокаусту.
- 1999 — Полиција растурила антиамеричке демонстрације у Турској и Грчкој, организоване поводом посете председника САД Била Клинтона тим земљама.
- 2003 — У бомбашким нападима на две синагоге у центру Истанбула погинуло 25 особа, више од 300 повређено. Власти Турске саопштиле да су напад извршили турски држављани.
- 2004 —
  - Пред Трибуналом у Хагу почело прво суђење косовским Албанцима за ратне злочине током сукоба на Косову. Фатмир Лимај, Харадин Баљај и Исак Мусљиу оптужени за незаконито притварање, мучење и убиства албанских и српских заробљеника у логору Лапушник код Глоговца у лето 1998.
  - Премијер Хрватске Иво Санадер допутовао у званичну посету Србији и Црној Гори. Први премијер Хрватске у Београду после распада СФРЈ и осамостаљења Хрватске.

## Рођења
- 1738 — Вилхелм Хершел, немачко-британски астроном и композитор. (прем. 1822)
- 1874 — Аугуст Крог, дански физиолог, добитник Нобелове награде за физиологију или медицину (1920). (прем. 1949)
- 1879 — Луис Стоун, амерички глумац. (прем. 1953)
- 1887 — Меријен Мур, америчка песникиња и књижевна критичарка. (прем. 1972)
- 1887 — Џорџија О’Киф, америчка сликарка. (прем. 1986)
- 1907 — Клаус фон Штауфенберг, немачки официр, осуђен на смрт због покушаја атентата на Хитлера. (прем. 1944)
- 1929 — Ед Аснер, амерички глумац. (прем. 2021)
- 1939 — Јафет Кото, амерички глумац. (прем. 2021)
- 1940 — Сем Вотерстон, амерички глумац, продуцент и редитељ.
- 1940 — Илија Јорга, српски доктор спортске медицине и мајстор борилачких вештина, оснивач карате стила Фудокан.
- 1940 — Роберто Кавали, италијански модни дизајнер (прем. 2024)
- 1942 — Драган Зарић, српски глумац. (прем. 2000)
- 1945 — Јосип Букал, босанскохерцеговачки фудбалер и фудбалски тренер. (прем. 2016)
- 1945 — Боб Гантон, амерички глумац.
- 1945 — Ани-Фрид Лингстад, шведско-норвешка музичарка, најпознатија као чланица групе ABBA.
- 1947 — Милосав Тешић, српски песник, есејиста, лингвиста и академик.[1]
- 1950 — Дејан Лучић, српски публициста и теоретичар завере.
- 1956 — Златко Крањчар, хрватски фудбалер и фудбалски тренер. (прем. 2021)
- 1965 — Најџел Бонд, енглески играч снукера.
- 1974 — Чад Кругер, канадски музичар и музички продуцент, најпознатији као фронтмен групе Nickelback.
- 1975 — Борис Живковић, хрватски фудбалер.
- 1983 — Фернандо Вердаско, шпански тенисер.
- 1983 — Александар Павловић, црногорско-српски кошаркаш.
- 1984 — Катарина Булатовић, црногорска рукометашица.
- 1985 — Лили Олдриџ, амерички модел.
- 1986 — Винстон Дјук, амерички глумац.
- 1986 — Сања Мирза, индијска тенисерка.
- 1986 — Ричард Хендрикс, америчко-македонски кошаркаш.
- 1987 — Серхио Љуљ, шпански кошаркаш.[2]
- 1988 — B.o.B, амерички хип хоп музичар и музички продуцент.
- 1991 — Шејлин Вудли, америчка глумица.
- 1991 — Огњен Мудрински, српски фудбалер.
- 1993 — Пауло Дибала, аргентински фудбалер.
- 1995 — Карл Ентони Таунс, доминиканско-амерички кошаркаш.

## Смрти
- 687 — Ервиг, визиготски краљ.
- 1630 — Јохан Кеплер, немачки астроном, математичар и физичар. (рођ. 1571)
- 1787 — Кристоф Вилибалд Глук, немачки композитор. (рођ. 1714)[3]
- 1808 — Мустафа IV, османски султан. (рођ. 1779)
- 1908 — Циси, кинеска царица. (рођ. 1835)
- 1916 — Хенрик Сјенкјевич, пољски писац. (рођ. 1846)
- 1954 — Лајонел Баримор, амерички филмски и позоришни глумац. (рођ. 1878)
- 1959 — Стеван Мољевић српски и југословенски правник, адвокат, политичар и публициста. (рођ. 1888)
- 1959 — Чарлс Томсон Рис Вилсон, шкотски физичар. (рођ. 1869)
- 1976 — Миливоје Живановић, српски глумац. (рођ. 1900)
- 1976 — Жан Габен, француски филмски и позоришни глумац. (рођ. 1904)
- 1978 — Маргарет Мид, амерички антрополог (рођ. 1901)[4]
- 2006 — Иван Марковић, хрватски фудбалер и тренер. (рођ. 1928)
- 2009 — Павле, патријарх Српске православне цркве. (рођ. 1914)

## Празници и дани сећања
- 1983 — Лидер кипарских Турака Рауф Денкташ прогласио Републику Северни Кипар.

Српска православна црква данас прославља
- Свети мученици Акиндин, Пигасије и други с њима
- Преподобни Маркијан Кирски
- Свештеномученик Викторин, епископ патавски
- Свете мученице Кириакија, Домнина и Домна